# Laura Dean Vive Terminando Comigo
Laura Dean Vive Terminando Comigo é uma graphic novel escrita por Mariko Tamaki e ilustrada por Rosemary Valero-O'Connell. A história acompanha Frederica "Freddy" Riley e as dificuldades de seu relacionamento "iô-iô" com a homônima Laura Dean. O romance foi inicialmente publicado pela First Second Books em 7 de maio de 2019 nos Estados Unidos. No Brasil a edição é da Editora Intrínseca publicada no dia 10 de dezembro de 2020. Um romance para jovens adultas e adolescentes lésbicas, Laura Dean aborda temas sobre a sexualidade lésbica e queer na adolescência.
Laura Dean recebeu elogios da crítica literária e da mídia que enalteceram o trabalho de Tamaki e Valero-O'Connell no romance, bem como sua dinâmica. A escrita e a narrativa do romance foram elogiadas pela crítica, com muitas publicações considerando os diálogos como autênticos. A arte de Valero-O'Connell também foi recebida positivamente, com críticas a Laura Dean elogiando sua narrativa visual e o uso de cores. A história também recebeu elogios pela diversidade e pelo potencial de identificação com seus personagens. O romance recebeu diversos prêmios e foi incluído nas listas de fim de ano de várias publicações sobre os melhores quadrinhos e romances de 2019.

## Enredo
Laura Dean Vive Terminando Comigo se passa em Berkeley, Califórnia. A história segue Frederica Riley, ou Freddy - uma menina lésbica de 17 anos de origem asiática e branca - enquanto ela passa por dificuldades em seu relacionamento com sua namorada, Laura Dean. Retratada como uma "garota descolada" popular e indiferente, Laura continuamente termina com Freddy, apenas para começar seu relacionamento romântico novamente sempre que ela deseja. Enquanto se concentra em achar uma maneira de evitar um novo término, Freddy impensadamente se distancia de seu círculo social, que inclui Buddy, Eric e sua melhor amiga Doodle, negligenciando repetidamente sua amizade com eles. Angustiada com as complicações de seu relacionamento, Freddy busca respostas sobre por que Laura vive terminando com ela. Freddy recebe conselhos sobre relacionamentos de Seek-Her, uma médium local recomendada a ela por Doodle, por Vi, uma possível paixão, e por Anna Vice, uma colunista de conselhos sobre relacionamentos.
Após se distanciar contínua e inadvertidamente de seus amigos, Buddy sugere fortemente a Freddy que ela deveria conversar com Doodle. Em seguida, Doodle admite a Freddy que engravidou após fazer sexo com um homem casado e que pretende fazer um aborto. Freddy planeja ir com Doodle à sua consulta na clínica de aborto e diz a Laura que não poderá vê-la em seu aniversário. Mais tarde, Freddy recebe uma mensagem de Laura sobre uma emergência. Então, Freddy vai até Laura e é informada de que não há nenhuma emergência. Em vez disso, Laura explica que ela queria ver Freddy em seu aniversário, apesar de anteriormente ter garantido que a ausência de Freddy não seria um problema. Freddy fica surpresa e, conforme as pessoas começam a aparecer na casa de Laura, ela sai para ir à consulta de Doodle. Após a consulta, Freddy consola Doodle na casa dela. Freddy finalmente recebe uma resposta por e-mail de Anna Vice, que aconselha Freddy a se perguntar o que seu amor por Laura oferece em relação a se tornar uma pessoa melhor. Por fim, Freddy visita Laura após a festa de aniversário e termina com ela. Surpresa e irritada, Laura xinga Freddy enquanto chora. O romance termina com imagens de Freddy e Doodle dançando em seu baile de formatura, acompanhadas de um último e-mail de Freddy para Anna Vice, onde ela expressa sua escolha de ser "várias coisas que não tem nada a ver com ser a ex da Laura Dean".

## Desenvolvimento e publicação
Em abril de 2016, Mariko Tamaki e Rosemary Valero-O'Connell anunciaram que estavam colaborando em Laura Dean Vive Terminando Comigo. Foi a primeira colaboração entre Tamaki e Valero-O'Connell. Valero-O'Connell disse ao Los Angeles Times que em dezembro do ano anterior, a editora da First Second, Calista Brill, havia lhe enviado um e-mail perguntando se ela tinha interesse em fazer um teste para ser a artista do próximo livro de Tamaki, o que ela aceitou. Quando adolescente, Valero-O'Connell se sentiu inspirada pelo trabalho de Tamaki para começar a trabalhar em seus próprios quadrinhos.
Quando perguntada se havia alguma inspiração específica para Laura Dean, Tamaki afirmou que ela "sempre gostou da ideia de uma história de ex-ex-namorada, sobre a garota que foi embora e então aparece uma semana depois com um sorriso como se nada tivesse acontecido", e acrescentou que muitos de seus relacionamentos quando ela era mais jovem "não eram coisas do tipo conto de fadas, garota-conhece-garota, garota-encontra-o-amor-verdadeiro. Eles eram uma bagunça". Ela acrescentou que as séries de televisão My So-Called Life e Freaks and Geeks, assim como os filmes de John Hughes, influenciaram o desenvolvimento do romance. Em uma entrevista online de 2019 com a Canadian Broadcasting Corporation (CBC), Tamaki declarou: "Eu não queria que [Laura Dean Vive Terminando Comigo] fosse só uma história onde o objetivo é apenas encontrar o amor e o amor é alcançado e esse é o fim da história. Eu queria olhar para o amor e os relacionamentos e então complicá-los. Quando eu era mais jovem, especialmente uma pessoa jovem queer, tudo que eu queria eram histórias sobre relacionamentos. Tudo que eu queria eram histórias de amor."
A capa do livro foi revelada em setembro de 2018. Embora originalmente previsto para um lançamento em 2018, a First Second Books publicou o romance em 7 de maio de 2019. Valero-O'Connell vendeu sua arte para a história em quadrinhos como uma arrecadação de fundos para a campanha presidencial estadunidense de Bernie Sanders em 2020.

## Estilo e temas
Como uma "história queer de amadurecimento", muitos meios de comunicação deram ênfase aos temas queer presentes no romance. Particularmente, as publicações na mídia deram destaque à presença de um elenco dinâmico de personagens LGBT que foram retratados em uma diversidade de raças, sexualidades, expressões de gênero e tipos de corpo. Embora Laura tenha sido citada como tendo "apelo carismático" ou sendo "enigmática", o romance também a descreve como o catalisador para um relacionamento romântico ruim e abusivo envolvendo duas garotas. Laura faz gaslighting, manipula emocionalmente, fetichiza e trai Freddy ao longo do romance e, como resultado do comportamento de Laura em relação a ela, Freddy é impedida de estar presente na vida daqueles com quem ela se importa. Além de destacar temas sobre relacionamentos românticos queer, o tema da amizade também é explorado no romance. Em Laura Dean, subtramas envolvendo os amigos de Freddy ajudam a "abordar outras questões enfrentadas por adolescentes queer e mulheres jovens sexualmente ativas".
Publicações de mídia literária também observaram o cenário do romance em Berkeley, com a cidade retratada como receptiva a pessoas queer. Valero-O'Connell afirmou que ela e Tamaki visitaram Berkeley e a área da Baía de São Francisco para "observar a arquitetura, os locais e fazer um balanço do mundo em que essas pessoas vivem", e ela desenvolveu personagens "para sentirem como pessoas que [ela] conhecia e como pessoas que existiram em [sua] vida, no mundo e especificamente na área da Baía". Devido ao retrato de "brilho californiano" do cenário urbano do romance de Valero-O'Connell, a Quill & Quire comparou a atmosfera do romance à do drama de televisão The L Word. Sobre a estética visual do romance, várias publicações notaram os detalhes em rosa para combinar com a coloração em preto e branco da maior parte do romance. A arte de Valero-O'Connnell também foi comparada ao estilo frequentemente visto em trabalhos de mangá.
Tamaki afirmou que durante sua exploração de Berkeley, Valero-O'Connell "ficou tirando fotos de suculentas ". Isso se traduziu na arte do romance, já que a vida vegetal visualmente abundante é outro motivo-chave no romance. Brendan Kiely do The New York Times escreveu que "a folhagem exuberante e a vida vegetal explodindo ao fundo, às vezes até ultrapassando o primeiro plano, sugerem que a vida está crescendo, até mesmo prosperando, ao redor de Freddy". Oliver Sava do The AV Club escreveu semelhantemente que a vegetação exuberante adiciona "um elemento de beleza natural aos painéis ao mesmo tempo que evoca diferentes respostas emocionais".

## Recepção
O romance recebeu ampla aclamação da crítica. A escrita de Tamaki foi elogiada, com várias publicações descrevendo os personagens e diálogos do romance como realistas e autênticos. A arte de Valero O'Connell também recebeu elogios, com seu trabalho de coloração e uso do espaço sendo ressaltados pelos veículos de comunicação.
O Toronto Star escreveu "[Tamaki e Valero-O'Connell] mostraram que uma história sobre uma adolescente queer apaixonada, publicada em um livro YA, pode trazer identificação para qualquer um que já teve um relacionamento ruim." Kiely escreveu que "Tamaki e Valero-O'Connell astutamente minam o romance complicado, impedindo-o de virar um melodrama com momentos cativantes entre outros amigos das garotas e flashs de humor", acrescentando que a "narrativa sensível da dupla autora-ilustradora ecoa com emoção real e honesta que ressoará com qualquer um que esteja tentando compreender o amor." Quill & Quire também elogiou a colaboração das duas, escrevendo "Tamaki e Valero-O'Connell desenvolveram uma dinâmica sofisticada de narrativa, que envolve diálogos esparsos que impulsionam a narrativa enquanto a atenção ilustrativa detalhada à linguagem corporal e às expressões faciais fornece a emoção." O escritor da Forbes, Rob Salkowitz, escreveu que a inclusão de uma "representação despolitizada e descomplicada da cultura adolescente fluida em termos de gênero na década de 2010" em Laura Dean torna o romance "um passo à frente na literatura gráfica LGBTQ".

Katie Bircher da The Horn Book Magazine elogiou a escrita do romance e opinou que "a narrativa em primeira pessoa perspicaz e dolorosamente honesta de Freddy [...] é equilibrada por diálogos cheios de brincadeiras sagazes e momentos calorosos de amizade." Mallory Yu da NPR escreveu que o diálogo de Tamaki parece natural e é entregue por personagens "infinitamente identificáveis". Também elogiando o diálogo do romance, Quill & Quire escreveu que ele "parece mais autêntico do que a maioria da falas adolescentes de obras de YA, com personagens se segurando, não arriscando muito, preocupados em dizer a coisa errada. Valero-O'Connell combina os começos e paradas verbais com um estilo de vários painéis que atua como uma forma de edição visual." Sava, da AV Club também elogiou a escrita de Tamaki, afirmando que ela "se destaca quando escreve histórias sobre mulheres jovens descobrindo sua força em tempos de crise e Laura Dean Vive Terminando Comigo está em seu ponto ideal criativo." Apesar de receber Laura Dean de forma positiva, Sava teve problemas com um elemento da narrativa do romance, escrevendo:
Um elemento intrigante de Laura Dean são os diálogos alucinados que Freddy ouve, geralmente de seus bichinhos de pelúcia mutantes, mas às vezes de elementos do ambiente, como uma pin-up estampada em uma cortina de chuveiro [...] a ideia do diálogo e seu propósito na narrativa emocional eram confusos. As falas em si são verbalizações externas dos sentimentos dos personagens, mas não são necessárias quando a arte é tão boa em retratar esses estados interiores.
Sobre a obra, Sava escreveu: "a narrativa visual é precisa e bem pensada, e é evidente que a artista passou muito tempo projetando espaços que parecem vividos e personagens que imediatamente exibem personalidades específicas. Arranjos exuberantes de vegetação são um motivo visual fundamental, adicionando um elemento de beleza natural aos painéis ao mesmo tempo que evocam diferentes respostas emocionais." Quill & Quire elogiou o trabalho de coloração nas ilustrações do romance, escrevendo que "as páginas são predominantemente pretas, brancas e cinzas, exceto por toques do mais divino tom de rosa-pêssego, que acentuam perfeitamente a qualidade agridoce desta história de sofrimento e amizade no ensino médio", e acrescentou que "esta [cor] singular se torna um conforto esperado ao longo de toda a história." Em sua análise do romance, Kirkus Reviews também elogiou o uso da cor no romance, escrevendo que "a arte de Valero-O'Connell é realista e expressiva, dando vida aos personagens por meio de ilustrações dinâmicas em tons de cinza com destaques de rosa millennial."

### Prêmios e honrarias
Laura Dean Vive Terminando Comigo ganhou o Prêmio Harvey de 2019 de Melhor Livro Infantil ou Jovem Adulto. O romance também foi indicado ao Prêmio Harvey de Livro do Ano. Além disso, na cerimônia do Ignatz Awards de 2019, Laura Dean ganhou três prêmios - o romance ganhou o Melhor Romance Gráfico e Melhor História, e o trabalho de Valero-O'Connell lhe rendeu o prêmio de Melhor Artista. Laura Dean foi homenageada três vezes no Eisner Awards de 2020, com Valero-O'Connell ganhando o de Melhor Desenhista/Artista-finalista ou Equipe de Desenhistas/Artista-finalistas, Tamaki ganhando o de Melhor Escritor (por Laura Dean, junto com seu trabalho em Archie e Harley Quinn: Breaking Glass) e o livro ganhando o de Melhor Publicação para Adolescentes.
O romance recebeu a homenagem Blue Ribbon do The Bulletin of the Center for Children's Books. Em janeiro de 2020, Laura Dean foi nomeada Printz Honor Book, com a American Library Association escrevendo: "Por meio de ilustrações em tons suaves e escopo cinematográfico, esta história em quadrinhos captura a embriaguez do amor adolescente e a busca por identidade."

### Listas de fim de ano
Laura Dean foi incluída nas listas de melhores histórias em quadrinhos do final do ano selecionadas por várias publicações, incluindo NPR, The Washington Post e o serviço online da CBC, entre outros. Publicações relacionadas à mídia de cultura pop destacaram o romance,   particularmente aquelas que atendem a tópicos LGBT e feministas, como The Advocate e Bitch.   A Mary Sue também incluiu o livro em suas escolhas do clube do livro em maio de 2019.
O AV Club colocou o livro em sua lista dos 20 melhores quadrinhos de 2019, escrevendo: "Rosemary Valero-O'Connell desenha personagens que respiram. [O leitor] pode sentir sua inspiração nervosa quando está prestes a iniciar uma conversa tensa, a expiração de um suspiro de desejo. Caudas sinuosas de balões de palavras viajam em ondas de ar, informando o ritmo das conversas carregadas no roteiro de Mariko Tamaki." O HuffPost India listou o romance em primeiro lugar em sua lista dos 10 melhores romances gráficos de 2019, escrevendo: "Mariko Tamaki e Rosemary Valero-O'Connell provam o quão firmemente elas capturam o pulso desse grupo demográfico, com uma história que encanta e comove em igual medida." A CBC selecionou Laura Dean como a melhor história em quadrinhos canadense do ano.
| Publicação          | Lista                                                                       | Ref.   |
| ------------------- | --------------------------------------------------------------------------- | ------ |
| The A.V. Club       | Os 20 melhores quadrinhos de 2019                                           | [ 30 ] |
| Advocate            | As melhores histórias em quadrinhos LGBTQ de 2019                           | [ 31 ] |
| Bitch               | Os melhores romances YA queer de 2019                                       | [ 32 ] |
| CBC                 | Os melhores livros de 2019                                                  | [ 29 ] |
| CBC                 | Os melhores quadrinhos canadenses de 2019                                   | [ 33 ] |
| Forbes              | As melhores histórias em quadrinhos de 2019                                 | [ 20 ] |
| HuffPost India      | As 10 melhores histórias em quadrinhos de 2019                              | [ 34 ] |
| NPR                 | Os livros favoritos da NPR de 2019                                          | [ 22 ] |
| Salon               | 5 histórias em quadrinhos imperdíveis que você perdeu no ano passado        | [ 35 ] |
| The Washington Post | As melhores histórias em quadrinhos, memoirs e coletâneas de contos de 2019 | [ 36 ] |